# Puya nana
Puya nana är en gräsväxtart som beskrevs av Marx Carl Ludwig Ludewig Wittmack. Puya nana ingår i släktet Puya och familjen Bromeliaceae. Inga underarter finns listade i Catalogue of Life.

## Bildgalleri

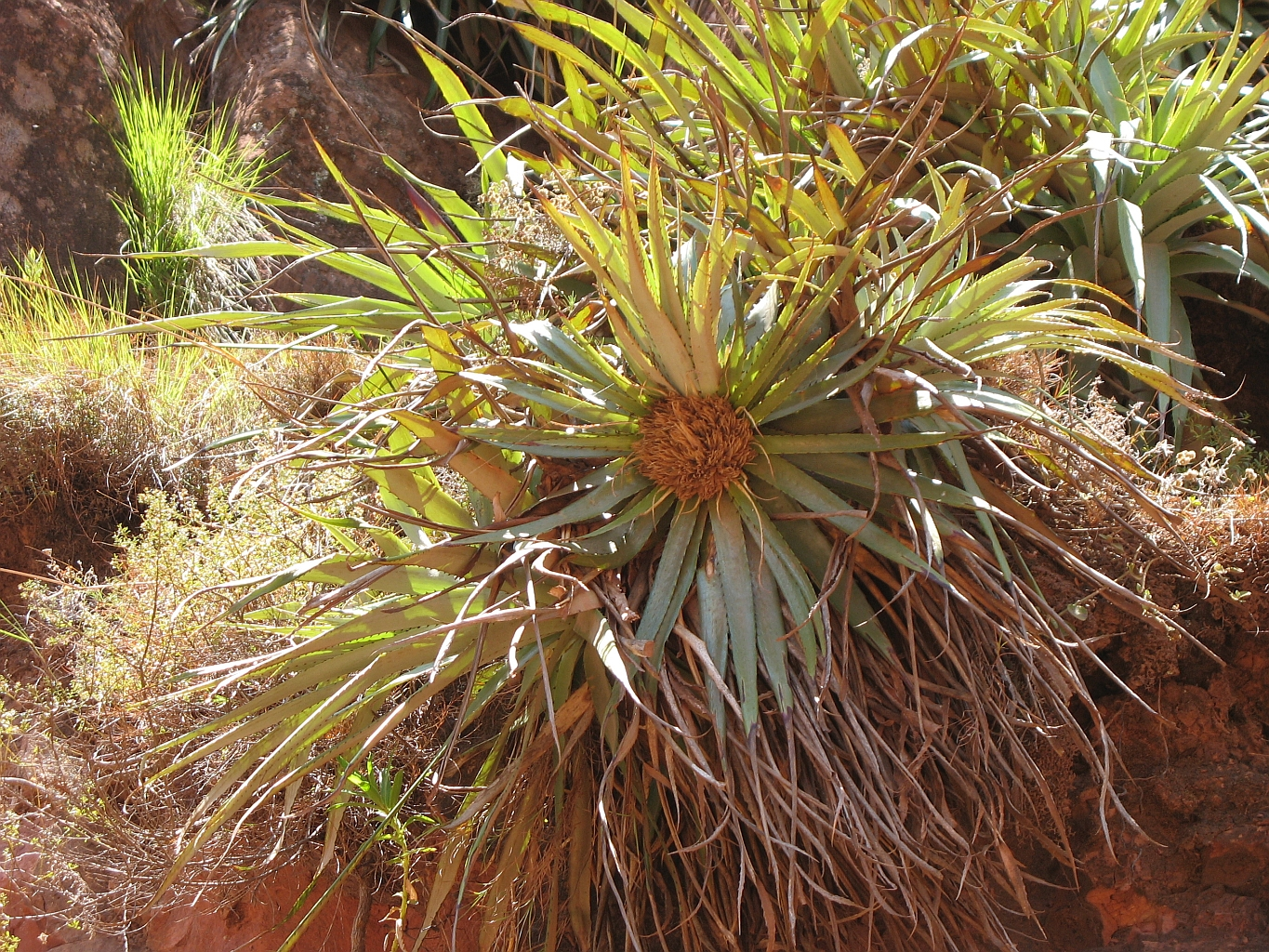
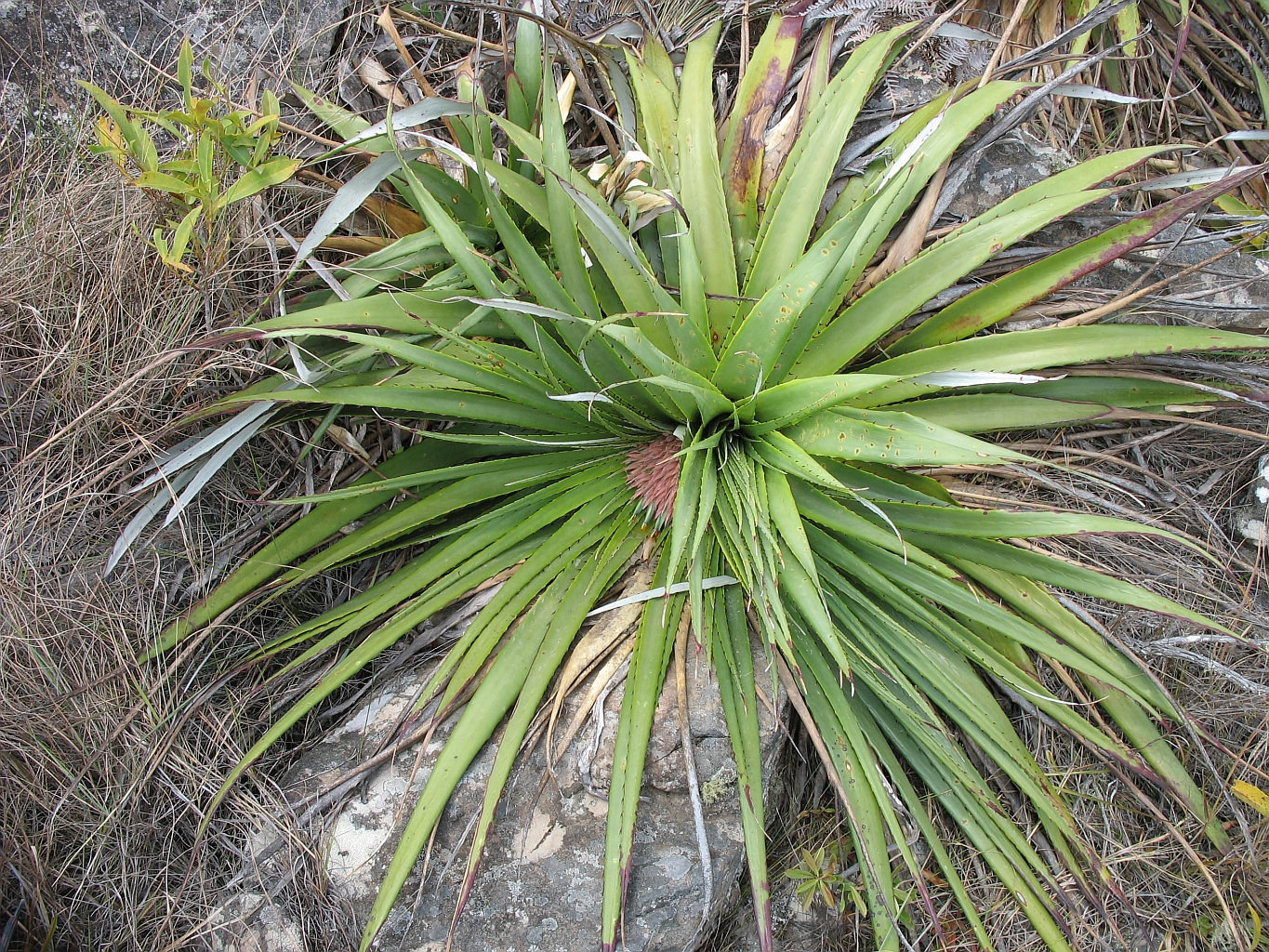
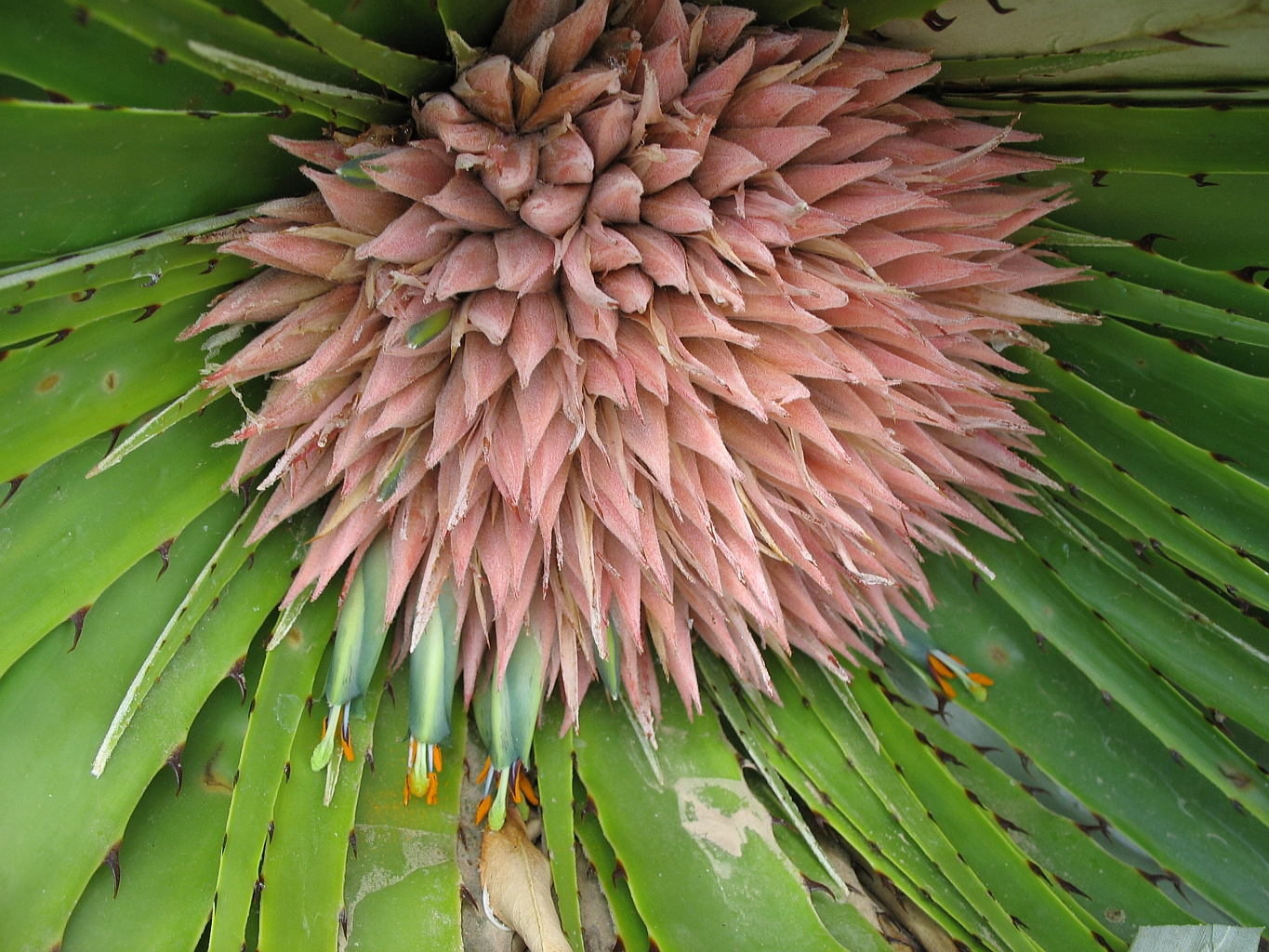
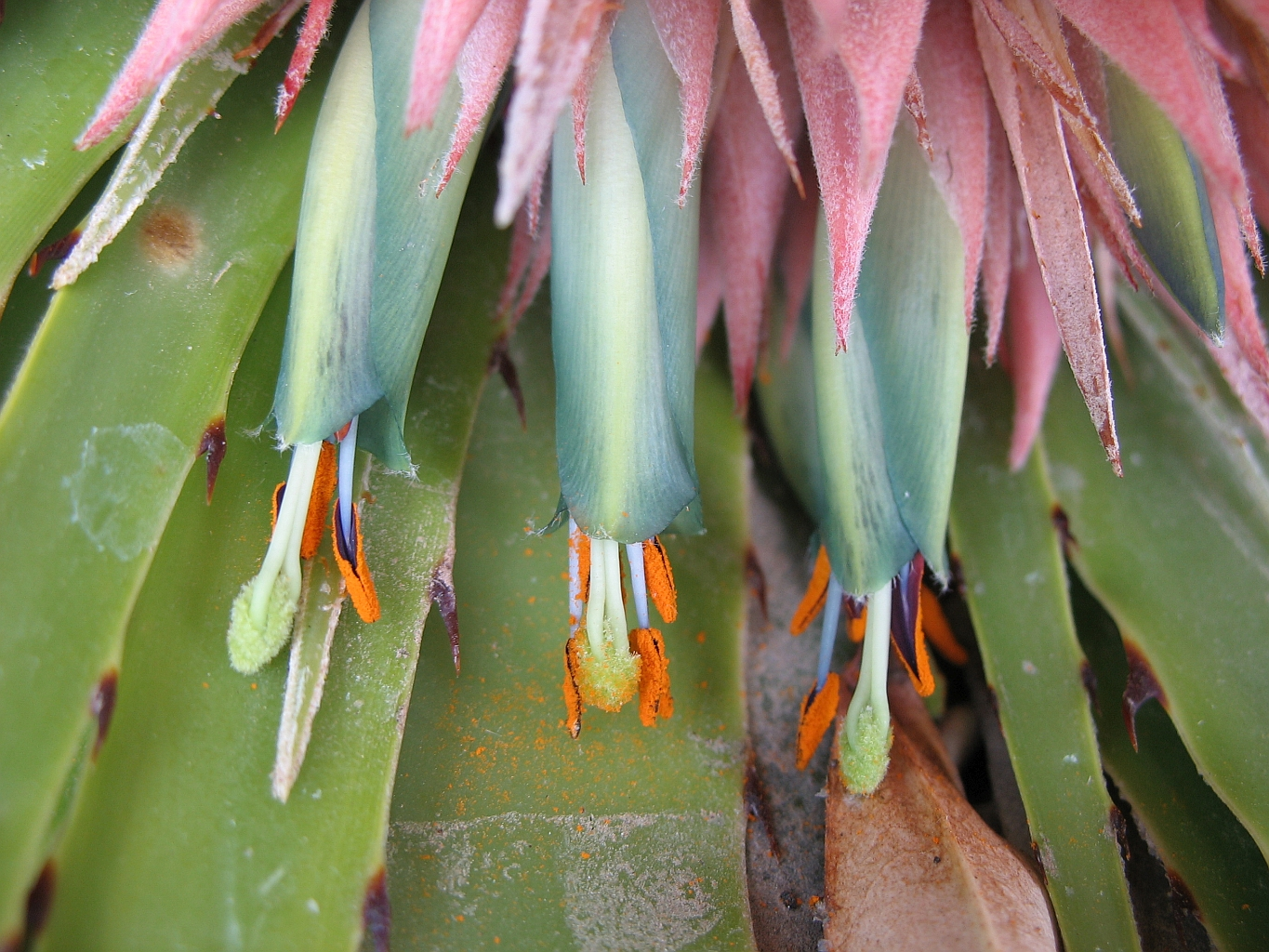